# GAC-Mitsubishi Eupheme PHEV
GAC-Mitsubishi Eupheme PHEV – hybrydowy samochód osobowy typu SUV klasy kompaktowej produkowany przez chińsko-japońskie joint venture GAC Mitsubishi w latach 2017–2018.

## Historia i opis modelu

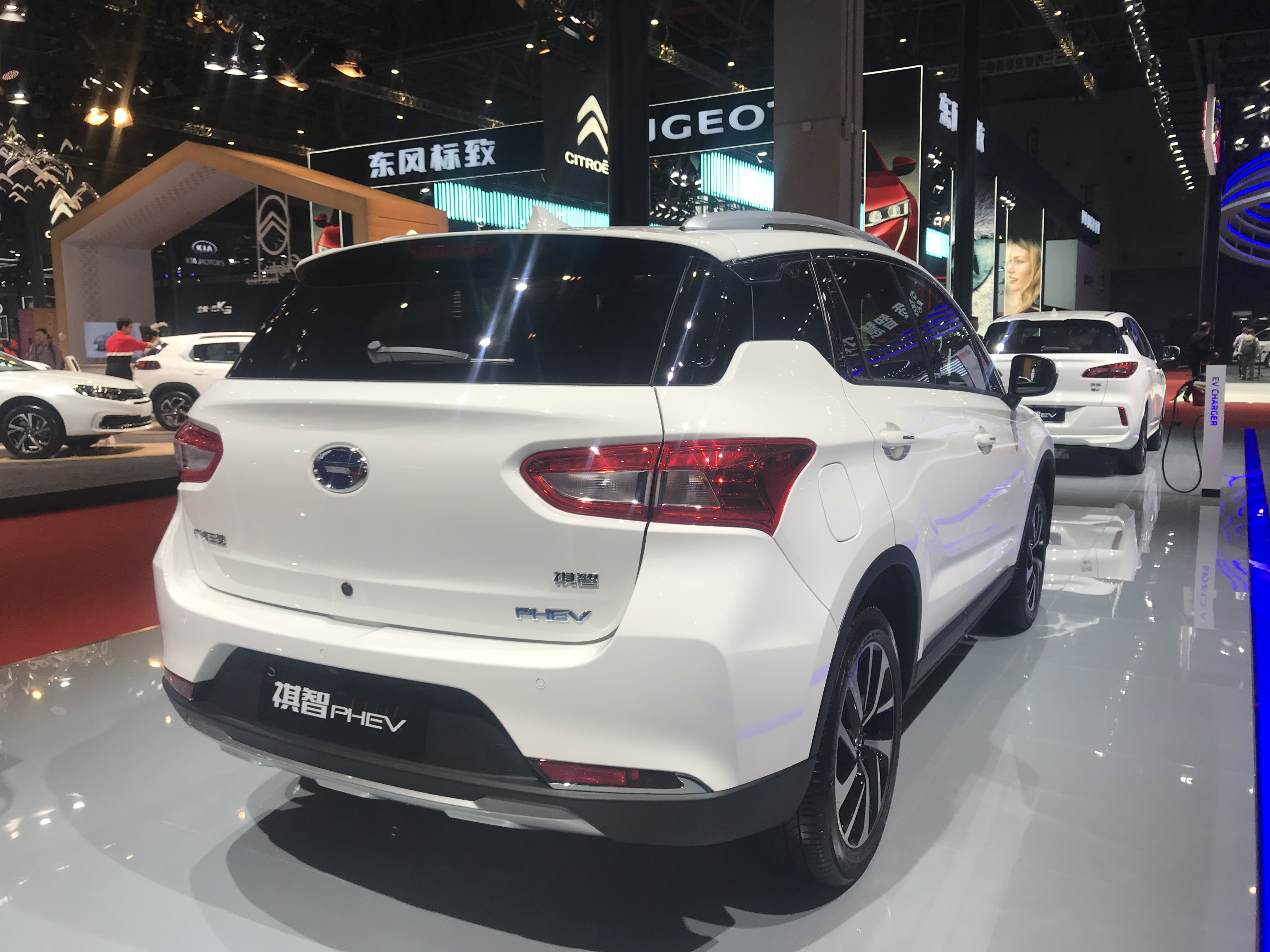
GAC-Mitsubishi Eupheme PHEV - tył

W grudniu 2017 chiński oddział Mitsubishi, tworzony przez joint-venture GAC Mitsubishi, przedstawił kolejny model włączony do oferty w celu spełnienia restrykcji chińskiego rządu w sprawie minimalnego udziału zelektryfikowanych pojazdów w gamie. Podobnie jak mniejsze Eupheme EV, tak i Eupheme PHEV stał się nieznacznie zmodyfikowanym bliźniaczym samochodem chińskiego partnera – w tym przypadku, GAC Trumpchi GS4.
GAC-Mitsubishi Eupheme PHEV odróżnił się od pierwowzoru jedynie przeprojektowanym zderzakiem oraz inaczej ukształtowanym wlotem powietrza, z dużą szarą poprzeczką oraz umieszczonhymi pod kątem diodami LED do jazdy dziennej. Co więcej, podobnie jak użyczone dla innych partnerów GAC Group w tym samym czasie wariacje GS4, tak i Eupheme PHEV nie otrzymał logotypów Mitsubishi i zachował pierwotne oznaczenia GAC.

### Sprzedaż
Eupheme PHEV trafił do sprzedaży z ograniczeniem do chińskiego rynku pod koniec 2017 roku, kwalifikując się do tego na dopłaty rządowe na zakup zelektryfikowanego pojazdu. Pomimo tego samochód nie zdobył popularności i nie pozostał w chińskiej ofercie Mitsubishi po 2018 roku.

### Dane techniczne
GAC-Mitsubishi Eupheme PHEV otrzymał hybrydowy napęd, który połączył czterocylindrowy, 1,5 litrowy silnik benzynowy o mocy 174 KM z jednostką elektryczną, pracując w trybie Atkinsona. Bateria o pojemności 12 kWh pozwoliła na przejechanie na jednym ładowaniu do 58 kilometrów.